# (2568) Maksutov
(2568) Maksutov est un astéroïde de la ceinture principale.

## Description
(2568) Maksutov est un astéroïde de la ceinture principale. Il fut découvert le 13 avril 1980 à l'Observatoire Kleť par Zdeňka Vávrová. Il présente une orbite caractérisée par un demi-grand axe de 2,21 UA, une excentricité de 0,19 et une inclinaison de 8,0° par rapport à l'écliptique.

## Compléments